# 福島大学経済短期大学部
福島大学経済短期大学部（ふくしまだいがくけいざいたんきだいがくぶ、英語: Fukushima University College of Economics）は、福島県福島市森合西養山10-7に本部を置いていた日本の国立大学である。1952年に設置され、1984年に廃止された。大学の略称は福大経短。

## 概要

### 大学全体
- 福島県福島市に所在した日本の国立短期大学で、併設元は福島大学経済学部。
- 1952年に入学定員80名体制で開学[1]。
- 1966年度に入学定員が160名に増員されたのを最後に、それの変更はなし。
- 1977年度の入学生を最後に[注釈 1]、1984年に短期大学としての使命を終える[注釈 2]。

### 学風および特色
- 福島大学経済短期大学部は第二部のみが設置されており、勤労学生の教育には力をいれていた様子がうかがえる。

### 当時の入学試験について
- 国語・数学・社会・英語の学科試験が課されていた[3]。

## 沿革
- 1951年
  - 10月 文部省[注釈 3]に短期大学の設置認可に関する申請を行う[4]。
- 1952年
  - 4月1日 福島大学経済短期大学部が以下の学科体制にて開学する[5]。
    - 経営科第二部 入学定員80名
- 1954年
  - 5月1日 学生数[6]/定員
    - 経営科第二部 299[注 2]/240
- 1965年
  - 4月1日 経営科第二部の入学定員を80→120に増員する[7]。
  - 5月1日 学生数[8]/定員
    - 経営科第二部 332[注 3]/280
- 1966年
  - 4月1日 経営科第二部の入学定員を120→160に増員する[9]。
  - 5月1日 学生数[10]/定員
    - 経営科第二部 341[注 4]/360
- 1977年
  - 4月1日 この年度で最後の学生募集となる
  - 5月1日 学生数[11]/定員
    - 経営科第二部 427[注 5]/480
- 1978年
  - 5月1日 学生数/定員
    - 経営科第二部 294[注 6]/320
- 1979年
  - 5月1日 学生数[12]/定員
    - 経営科第二部 174[注 7]/160
- 1980年
  - 5月1日 学生数[13]/定員
    - 経営科第二部 57[注 8]/-
- 1981年
  - 5月1日 学生数[14]/定員
    - 経営科第二部 14[注釈 4]/-
- 1982年
  - 5月1日 学生数[15]/定員
    - 経営科第二部 5[注釈 4]/-
- 1983年
  - 5月1日 学生数[16]/定員
    - 経営科第二部 1[注釈 4]/-
- 1984年
  - 3月31日 左記を以て正式に廃止となる[注釈 2]。

## 基礎データ

### 所在地
- 福島県福島市森合西養山10-7

## 教育および研究

### 組織

#### 学科
- 経営学科第二部 入学定員160名[注 9]

#### 専攻科
- なし

#### 別科
- なし

#### 取得資格について
- 教職課程として中学校教諭二級免許状（職業）が設けられていた[3]。
- 1954年あたりまで、高等学校教諭免許状（商業）も存在していた[20]。

### 研究
- 『教育・研究と職場を語る 6・10経済学部集会報告集 1978年第1回学部集会』[21]

## 大学関係者と組織

### 大学関係者一覧
歴代学長
- 服部英太郎
- 海後勝雄
- 玉山勇
- 渡辺源次郎

#### 出身者
- さとう栄：栃木県議会議員：1968年卒業。
- 幕田勇：共立設計事務所代表取締役：1960年卒業

## 施設

### キャンパス
- 設備：かつて、福島大学森合キャンパスと共同使用していた。

## 卒業後の進路について

### 就職について
- 学生の大半は勤労学生だったが、一般企業や官公庁などへの就職者もいたものとみられる。

### 編入学･進学実績
- 福島大学への編入学制度があった。